# Steve Tibbetts
Steve Tibbetts (Madison, Wisconsin, en 1954) es un guitarrista y compositor estadounidense de jazz fusión.

## Estilo
Tibbetts toca la guitarra acústica y eléctrica, así como instrumentos de percusión exóticos como el kendang y la kalimba. sus composiciones se mueven por diferentes estilos: jazz, rock, ambient y world music. El describe su propia música como "postmoderna y neo-primitiva". En su estilo de guitarra, utiliza con frecuencia una técnica que imita el sonido del sarangi, con la guitarra de 12 cuerdas, mientras que con la eléctrica se ha especializado en crear sonidos ambientales con distorsiones al estilo de Hendrix. sus discos suelen incorporar sonidos naturales, grabados previamente, y variadas percusiones, aportadas por Marc Anderson, un músico de su ciudad natal.
La revista digital All Music define la música de Tibbetts como "mosaicos de world music". Peter Marsh, por su parte, la define como "rico ponche atmosférico" y "una brillante elaboración individual".
Tibbetts usa también resorte de regrabación y edición durante el proceso creativo. El álbum A Man About a Horse contiene varias pistas basadas en ritmos construidos con batería electrónica en diversas pistas, alteradas con reducciones de tempo y cambios de tonalidad. Contienen también samplers, loops y otros efectos en sintetizadores.

## Historial
Sus primeros discos, los grabó estando aún en el instituto. El segundo de ellos, Yr, autoeditado inicialmente (aunque luego fue publicado por ECM), tuvo cierta repercusión, especialmente entre los aficionados a la guitarra eléctrica. El primer álbum de  Tibbetts publicado por un sello importante, fue Northern Song, para ECM Records, en 1982, que recibió buenas críticas de los medios especializados. 
Publicó cinco discos en los años 1980, tres en los 90, y dos en los 2000. Ha colaborado con músicos de diferentes culturas, como el noruego Knut Hamre, que toca el hardingfele, o la monja tibetana Ani Chöying Drolma. Su colaborador habitual, Marc Anderson, aparece en toda su discografía, salvo en el primero de ellos, de 1977, Steve Tibbetts. 
Tibbetts desarrolló giras y actuaciones con regularidad, desde la mitad de la década de 1980. 

## Discografía
- Steve Tibbetts (Cuneiform, 1977)
- Yr (Frammis, 1980 / reeditado por ECM Records/Universal Classics, 1988)
- Northern Song (ECM/Universal Classics, 1982)
- Safe Journey (ECM/Universal Classics, 1984)
- Exploded View (ECM/Universal Classics, 1986)
- Big Map Idea (ECM/Universal Classics, 1989)
- The Fall of Us All (ECM/Universal Classics, 1994)
- Chö (Hannibal/Rykodisc, 1997) (con Chöying Drolma)
- Å (Hannibal/Rykodisc, 1999) (con Knut Hamre)
- A Man About A Horse (ECM/Universal Classics, 2002)
- Selwa (Six Degrees Records, 2004) (con Chöying Drolma)
- Natural Causes (ECM/Universal Classics, 2010) (con Marc Anderson)